# Docimodus
Docimodus è un piccolo genere di ciclidi haplochromini nativi dell'Africa orientale, dove li si ritrova nel Lago Malawi, e una specie (D. johnstoni) è stata osservata anche nel Lago Malombe e nel corso superiore del fiume Shire.
Le specie di questo genere hanno abitudini nutritive inusuali: si nutrono di pinne, scaglie, o pelle di altri pesci.

## Specie
Vi sono attualmente due specie riconosciute in questo genere:
- Docimodus evelynae Eccles & D. S. C. Lewis, 1976
- Docimodus johnstoni Boulenger, 1897